# 半衣

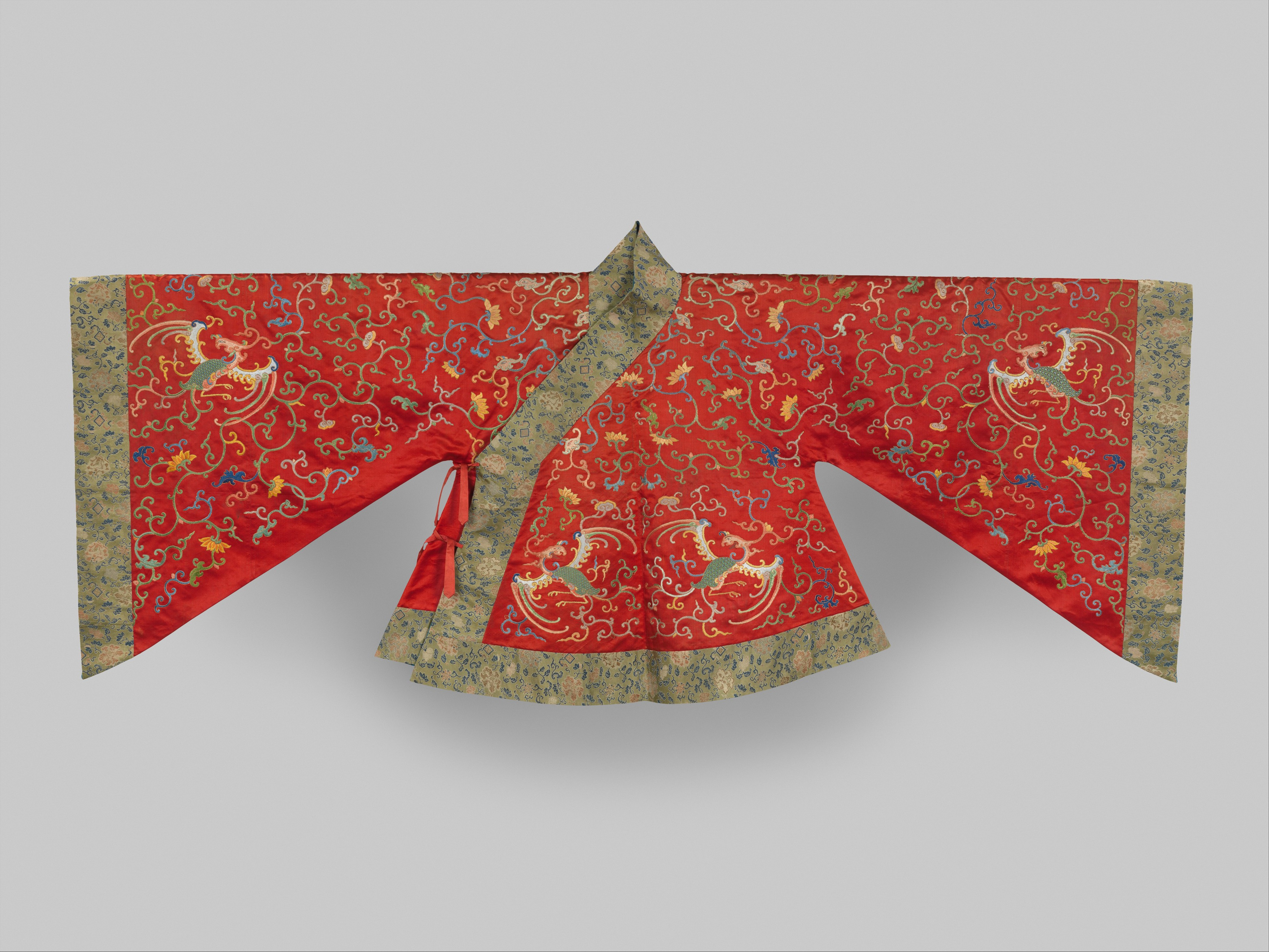
穿着连袖且身体部分不能被衣挡，通常表现为露出乳、脐等。现多见于韩国传统服饰。

半衣，为漢服系服裝的一种女式衫衣，後世稱為衫子、襦等，一般為單層。由於早期女裝外衣皆為上下連裳的深衣制，半衣的「半」即只覆蓋上半身的衣服。初期為平民女性所穿，後來成為贵族妇女的主要服饰之一。
其式样有宽身、紧身两大類，袖型有大袖、窄袖、琵琶袖等，领式在明代之前有交领右衽开襟、直领对襟，明代起出現立領偏襟、立領對襟，立領對襟者又稱褂。穿着半衣时需衬有内衣，包括貼身穿著的褻衣以及穿於外衣之下的中衣，但亦有省去中衣者。下身穿裙或褲。

## 延伸阅读
[在维基数据编辑]
 《欽定古今圖書集成·經濟彙編·禮儀典·衫部》，出自陈梦雷《古今圖書集成》